# Kotlina Kamiennogórska
 Kotlina Kamiennogórska  – rozległa, rozgałęziona kotlina w Sudetach Środkowych, jedna z trzech największych kotlin w Sudetach.

## Położenie
Kotlina Kamiennogórska ograniczona jest od zachodu Karkonoszami (Lasockim Grzbietem) i Rudawami Janowickimi, od północnego zachodu Górami Kaczawskimi, od północnego wschodu Górami Wałbrzyskimi, od wschodu Górami Kamiennymi (pasmem Czarnego Lasu, Pasmem Lesistej i Górami Suchymi), a od południa graniczy z Zaworami – północno-zachodnim fragmentem Gór Stołowych. Na południu pasmo Gór Kruczych dzieli Kotlinę Kamiennogórską na dwie części połączone wąską bramą.
Wyróżnia się w jej obrębie kilka części, są to:
- Obniżenie Leska
- Brama Lubawska (Wzgórza Bramy Lubawskiej),
- Obniżenie Kamiennej Góry,
- Kotlina Krzeszowska[1]

Czasami nazwę Kotliny Kamiennogórskiej zawęża się do Obniżenia Leska i Kamiennej Góry oraz Kotliny Krzeszowskiej.
Środek Kotliny zajmuje pasmo niewysokich wzgórz zbudowanych przeważnie ze zlepieńców, o wysokości ok. 550–700 m n.p.m., rozczłonkowanych przez dolinę Bobru i jego dopływów. Są to Grzbiet Szczepanowski od granicy polsko-czeskiej do Bukówki, pasmo Zadziernej (724 m.) od Bukówki do Błażkowej oraz Góry Lisie położone między Kamienną Górą a Marciszowem. Na południowy zachód, między Paczynem a Szarocinem zamykają kotlinę zalesione, kopulaste wzgórza Chełmczyk 766 m. i Świerczyna 720 m.

## Budowa geologiczna
Prawie cała Kotlina Kamiennogórska leży w obrębie niecki śródsudeckiej, a jedynie zachodnie partie obejmują fragmenty bloku karkonosko-izerskiego (wschodniej osłony granitu karkonoskiego).
Główna część Kotliny zbudowana jest ze skał osadowych karbonu, permu, kredy i czwartorzędu. Są to brekcje sedymentacyjne, zlepieńce, piaskowce, mułowce, łupki ilaste należące do formacji ze Starych Bogaczowic, formacji z Lubomina i formacji ze Szczawna, a powstałe we wczesnym karbonie (wizenie), zlepieńce, fanglomeraty, piaskowce, mułowce, iłowce powstałe we wczesnym permie (czerwonym spągowcu), piaskowce kwarcowe, piaskowce glaukonitowe, piaskowce wapniste, piaskowce skaleniowe, mułowce i wapienie piaszczyste z późnej kredy oraz żwiry, piaski i gliny zwałowe plejstoceńskie i najmłodsze gliny deluwialne, torfy i żwiry, piaski i mady rzeczne holoceńskie. Wzniesienia tworzą skał wulkanicznych – permskie porfiry oraz ich tufy, a także warstwy zlepieńców karbońskich. Na zachodzie niewielkie fragmenty u stóp Karkonoszy zbudowane są ze skał metamorficznych, należących do wschodniej osłony granitu karkonoskiego – amfibolitów i gnejsów.

## Wody
Dział wodny dorzeczy Odry i Łaby jest niski i przebiega na terytorium czeskim w miejscowości Žacléř. Źródła Bobru, głównej rzeki Kotliny znajdują się na Bobrowym Stoku. Bóbr płynie środkiem kotliny i jest największym lewostronnym dopływem Odry, po drugiej stronie Gór Kruczych płynie jej dopływ Zadrna. Pozostałe potoki doliny są ich dopływami.
Dla zabezpieczenia przed powodziami w pierwszych latach XX wieku zbudowano zbiorniki retencyjne: Bukówka w Bukówce na Bobrze i w Krzeszówku na Zadrnie.

## Rezerwaty
- Rezerwat geologiczno-krajobrazowy Kruczy Kamień koło Lubawki
- Rezerwat skalny Głazy Krasnoludków

## Atrakcje
- Kamienna Góra
- Chełmsko Śląskie
- Kalwaria na Świętej Górze

### Przyroda
- Głazy Krasnoludków
- Diabelska Maczuga
- Krucze Skały
- Czerwone Skały
- Jezioro Bukówka
- Dolina Miłości

### Zabytki
- Ruiny zamku w Kamiennej Górze
- Opactwo Cysterskie w Krzeszowie
- zespół drewnianych domów tkaczy: "Dwunastu Apostołów" w Chełmsku Śląskim
- Ołtarz Wniebowzięcia NMP w Pisarzowicach